# Бетел (биљка)
Бетел (Piper betle) зељаста је врежа која припада роду бибера из породице Piperaceae. Аутохтона је биљка јужне и југоисточне Азије, а листови ове биљке имају велики значај у култури и народној медицини индо-малајских народа.
Име врсте потиче од тамилско-малајаламске речи „vettila” која је у научну литературу доспела преко португалског језика.

## Опис таксона
Бетел је зељаста пузавица која расте у тропским подручјима јужне и југоисточне Азије, од Пакистана до Папуе Нове Гвинеје. Најбоље успева на добро дренираном и плодном тлу, а иако захтева доста влаге не подноси стајаћу воду. Биљка нарасте од једног до два метра у дужину, има срцолике и јако сјајне листове и беле класасте цвасти.

## Употреба
У комерцијалне сврхе користе се листови бетела који имају широку примену на подручју где се узгајају. Најчешћа употреба бетеловог лишћа је у комбинацији са сјеменкама арека палме (Areca cathecu) и кречом. На свеж лист бетеласе ставља слој креча, а на њега комадићи арека семена и евентуално ђумбир или дуван, све се замота и тако жваће. Жвакањем бетела у устима се ослобађа веома интензивна слуз црвене боје која има мања наркотичка својства.
Иако је научно доказано да дуготрајно жвакање бетеловог лишћа имма веома негативне последице по конзументе у здравственом смислу, истраживања показују да преко 200 милиона људи широм света (а највише у Азији) конзумира ову биљку. Дуготрајно жвакање бетела у комбинацији са арека семеном један је од главних узрочника настанка рака грла и усне дупље.
Бетелово лишће има широку употребу у народној медицини код народа јужне и југоисточне Азије где се користи као аналгетик, антисептик, а чак и као афродизијак (у ајурведској медицини).
Осушене лозе бетела користе се код израде корпи, а свежи листови због свог биберастог укуса имају примену у кулинарству као зачинска биљка.